# Artificialismus
Artificialismus byl český malířský směr, který roku 1926 v Paříži založili Jindřich Štyrský a Toyen; programově jej uvedli v Revui Devětsilu jako paralelu básnickému poetismu. Artificialismus projevuje zájem o nevědomé psychické procesy, psychoanalýzu a směřuje k maximálně imaginativní malbě, znázorňující biomorfní tvary v beztížném prostoru; spočívá na obdobně asociativním konfrontování a stylizování vzpomínek a pocitů. Později vplynul do surrealismu.